# Panara ovifera
Panara ovifera är en fjärilsart som beskrevs av Adalbert Seitz 1913. Panara ovifera ingår i släktet Panara och familjen Riodinidae. Inga underarter finns listade i Catalogue of Life.